# Vitgardist

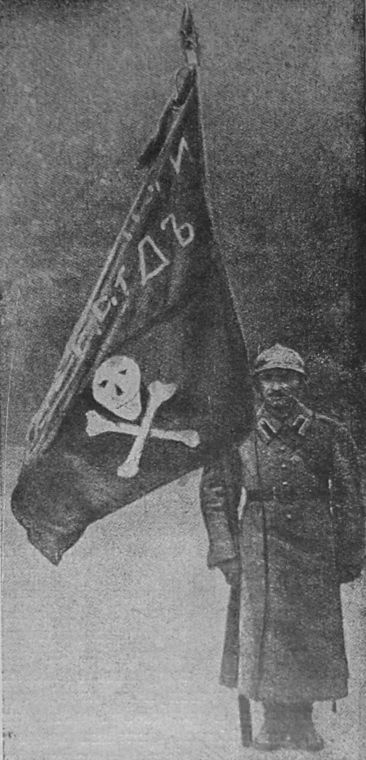
Vitgardist under Ryska inbördeskriget 1918-1920

Vitgardister, medlemmar i väpnade rojalistiska eller reaktionära styrkor. I Ryssland var Vita gardet (eller Vita armén) en militär organisation som uppstod 1917 för att bekämpa bolsjevikerna efter oktoberrevolutionen, och i Finland utgjorde De vita under Gustaf Mannerheim den ena parten i Finska inbördeskriget; de finländare som höll på traditionell ordning och självständighet bildade skyddskårer eller just vita garden. 
Redan under Franska revolutionen betecknade vitt de rojalistiska arméerna och därefter över huvud taget de rojalistiska och reaktionära krafterna i Frankrike under hela 1800-talet, medan mer reformvänliga konservativa hade blå färg.
Vitgardist har sedan åtminstone 1930-talet varit ett kommunistiskt skällsord, liksom rödgardist på den andra flanken.